# Willie Chu
Jue Sing-yi, meglio conosciuto come Willie Chu (朱聲漪T, 朱声漪S, Zhū ShēngyīP; Yixing, 26 agosto 1926 – 28 settembre 2020), è stato un cestista taiwanese.

## Carriera
Con Taiwan ha disputato i Giochi olimpici di Melbourne 1956.